# Aleksandra Romaníć
Aleksandra Romaníć   (Zagreb, 14 d'agost de 1958) és una pianista i professora universitaria iugoslava-alemanya.

## Biografia
Als 16 anys va començar a estudiar piano al Conservatori Txaikovski de Moscou amb Vera Gornostàieva, del qual es va graduar el 1981 amb la distinció "summa cum laude". Després de completar la classe magistral, va rebre la beca Fulbright el 1985, cosa que li va permetre continuar estudiant a la "Juilliard School" de Nova York amb György Sándor. Les gires de concerts l'han portada a Espanya, França, la República Txeca, Hongria, Malta, Rússia i els EUA. Ha participat en els festivals de música Dubrovnik Summer Festival, Interforum Budapest, Maltafest, Zagreb Summer, Festival Ljubljana. Es van fer enregistraments de ràdio i televisió a Iugoslàvia, els Estats Units, Rússia i produccions per a "Diskoton Recor".
Com a professora de piano, Aleksandra Romanić va fer classes a l'Escola de Música de la Universitat de Sarajevo, a la ciutat que li va atorgar el màxim premi cultural el 1990 i que va haver de deixar a causa de l'esclat de la guerra. Després de l'esclat de la guerra i el trasllat a Múnic, Romanić es va retirar cada cop més dels escenaris i es va dedicar a activitats musicals i educatives. Ha impartit classes magistrals a diverses universitats dels EUA, als cursos d'estiu internacionals a la Valletta, a Malta, i ha impartit classes a la "University of Zagreb Music Academy" i al "Trinity College", Universitat de Dublín. Des que es va mudar a Múnic, ha tocat al Festival de Música de Schleswig-Holstein i al Festival de Richard Strauss a "Garmisch-Partenkirchen".
El repertori d'Aleksandra Romanić inclou obres estàndard de música en solitari i de cambra i literatura de concerts de piano des del barroc fins als nostres dies. Li agrada especialment la música russa, les obres en solitari i els concerts per a piano de Txaikovski, Rachmaninov, Prokofiev i Scriabin.

## Família
El pare d'Aleksandra Romanić era el director d'orquestra Teodor Romanić.